# 氷見伏木信用金庫
氷見伏木信用金庫（ひみふしきしんようきんこ、英: Himifushiki Shinkin Bank）は、富山県氷見市に本店を置く信用金庫である。

## 沿革
- 1929年（昭和4年）8月 - 産業組合法に基づく有限責任「氷見町信用組合」設立。
- 1934年（昭和9年）1月 - 市街地信用組合法による有限責任「氷見町信用利用組合」に改組。
- 1948年（昭和23年）6月 - 消費生活協同組合法による保証責任「伏木信用組合」設立許可。
- 1950年（昭和25年）4月 - 信用協同組合法に基づき、氷見信用組合、伏木信用組合にそれぞれ改組。
- 1951年（昭和26年）12月 - 信用金庫法に基づく伏木信用金庫事業免許。
- 1952年（昭和27年）4月 - 信用金庫法に基づく氷見信用金庫事業免許。
- 1981年（昭和56年）12月 - 氷見信用金庫と伏木信用金庫が合併し氷見伏木信用金庫発足。
- 2024年（令和6年）1月10日 - この日から磁気の影響を受けにくい新しい通帳（Hi-Co通帳）を取扱開始した（Hi-Co通帳に対応していない信用金庫ATMではHi-Co通帳は使えない。）[1]。
- 2025年（令和7年）3月3日 - 新本店が竣工。同年3月10日には北部支店と西部支店を新本店に統合[2][3]。

## 本店移転
現本店の老朽化および駐車場不足に伴い、2023年（令和5年）6月16日の総代会で本店の移転等が承認された。これによると2025年3月に本店（氷見市比美町）、北部支店（氷見市北大町）、西部支店（氷見市鞍川）の3店舗を統廃合し、本部（氷見市伊勢大町）も合わせて国道415号沿いに建設する新本店（氷見市中央町、鉄筋コンクリート3階建て、延床面積1,398 m2）に移転することになった。同年12月に着工。
本部は2025年（令和7年）2月17日に新本店の2階に移転させ、3月3日に新本店が1階にてオープンした。3月10日に北部、西部支店を統合（両支店は3月7日で営業終了）した。なお、旧本店は2025年度中に解体、跡地の用途は未定となっている。

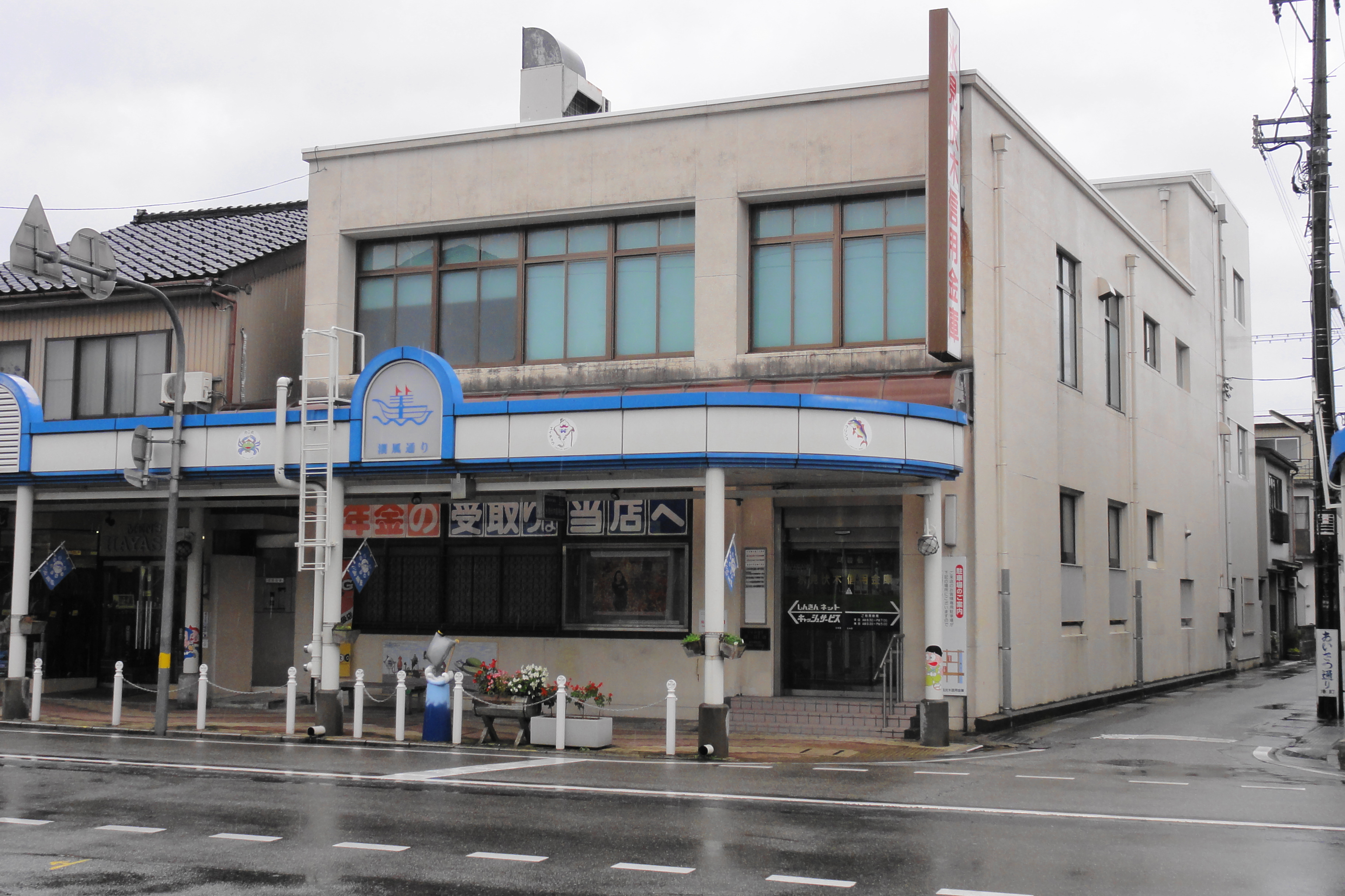
旧本店（氷見市比美町6番15号）

## 営業区域・店舗

### 営業区域
氷見伏木信用金庫の営業区域は、富山県全域となっている。

### 店舗
氷見市内に3店舗、高岡市内に2店舗を置いている。
| 店舗コード | 店舗名     | 所在地                     |
| ---------- | ---------- | -------------------------- |
| 001        | 本店       | 氷見市中央町1-30           |
| 003        | 南部支店   | 氷見市伊勢大町2丁目14番2号 |
| 004        | 西条支店   | 氷見市柳田2964番地1        |
| 005        | 伏木支店   | 高岡市伏木錦町8番25号      |
| 008        | 旭ヶ丘支店 | 高岡市江尻329番地          |

※南部支店は11:30 - 12:30の間、昼休業とし窓口業務を休止している。

### 廃止された店舗
- 1982年（昭和57年） - 007 若宮支店（→伏木支店へ統合）
- 2018年（平成30年） - 006 吉久支店（→旭ヶ丘支店へ統合）
- 2025年（令和7年） - 002 北部支店、009 西部支店（→本店へ統合）

## ATM
ATMでは、北陸地方3県（富山県・石川県・福井県）内に本店を置く信用金庫（しんきん北陸トライアングルネットワークATMサービス）のカードに限ってATM利用時間内に関わらず入出金手数料が終日無料で利用できるほか、北陸3県以外の信用金庫（しんきんATMゼロネットサービス）のカードでも平日8時45分から18時の入出金・土曜9時から14時までの出金に限り手数料が無料で利用できる。
2007年（平成19年）6月15日より、同庫のキャッシュカード所持者を対象としてATM利用手数料を平日時間外・土曜日曜祝日にかかわらず終日無料にした。他金融機関のATMを利用した場合でも、一時的に手数料を支払うが直後にキャッシュバックされる。
なお同じ北陸内に所在する石動信用金庫でも同様のサービスを実施している。
2020年（令和2年）4月1日より、ATM利用手数料のキャッシュバック回数を無制限から月5回までと変更した。

## 地方創生における包括連携
本店所在地である氷見市と静岡県島田市が姉妹都市であった縁から2020年（令和2年）8月25日島田掛川信用金庫と、地方創生における包括連携に関する協定を締結し、地域産品の販路拡大や観光振興、災害時の相互支援などを連携する。